# Coccostromopsis bambusae
Coccostromopsis bambusae är en svampart som beskrevs av Sawada 1959. Coccostromopsis bambusae ingår i släktet Coccostromopsis och familjen Phyllachoraceae.   Inga underarter finns listade i Catalogue of Life.